# Награда Еми за најбољу хумористичку серију
Награда Еми за најбољу хумористичку серију (енгл. Primetime Emmy Award for Outstanding Comedy Series) једна је од награда Еми за ударне термине.

## Награђени и номиновани

### 1950-е
| Година | Добитник              |
| ------ | --------------------- |
| 1952.  | Шоу Реда Скелетона    |
| 1953.  | Волим Луси            |
| 1954.  | Волим Луси            |
| 1955.  | Направи места за тату |
| 1956.  | Шоу Фила Силвера      |
| 1957.  | Шоу Фила Силвера      |
| 1958.  | Шоу Фила Силвера      |
| 1959.  | Програм Џека Бенија   |

### 1960-е
| Година | Добитник              |
| ------ | --------------------- |
| 1960.  | Специјал Арта Карнија |
| 1961.  | Програм Џека Бенија   |
| 1962.  | Шоу Боба Њухарта      |
| 1963.  | Шоу Дика ван Дајка    |
| 1964.  | Шоу Дика ван Дајка    |
| 1965.  | Шоу Дика ван Дајка    |
| 1966.  | Шоу Дика ван Дајка    |
| 1967.  | The Monkees           |
| 1968.  | Ухвати Смарта         |
| 1969.  | Ухвати Смарта         |

### 1970-е
| Година | Добитник              |
| ------ | --------------------- |
| 1970.  | Добродошли у мој свет |
| 1971.  | Све је у породици     |
| 1972.  | Све је у породици     |
| 1973.  | Све је у породици     |
| 1974.  | M*A*S*H               |
| 1975.  | Шоу Мери Тајлер Мур   |
| 1976.  | Шоу Мери Тајлер Мур   |
| 1977.  | Шоу Мери Тајлер Мур   |
| 1978.  | Све је у породици     |
| 1979.  | Такси                 |

### 1980-е
| Година | Добитник         |
| ------ | ---------------- |
| 1980.  | Такси            |
| 1981.  | Такси            |
| 1982.  | Барни Милер      |
| 1983.  | Кафић "Уздравље" |
| 1984.  | Кафић "Уздравље" |
| 1985.  | Козбијев шоу     |
| 1986.  | Златне девојке   |
| 1987.  | Златне девојке   |
| 1988.  | Чудесне године   |
| 1989.  | Кафић "Уздравље" |

### 1990-е
| Година | Добитник         | Номиновани                                                        |
| ------ | ---------------- | ----------------------------------------------------------------- |
| 1990.  | Марфи Браун      | Кафић "Уздравље" Жене креаторке Златне девојке Чудесне године     |
| 1991.  | Кафић "Уздравље" | Жене креаторке Златне девојке Марфи Браун Чудесне године          |
| 1992.  | Марфи Браун      | Мост у Бруклину Кафић "Уздравље" Сам свој мајстор Сајнфелд        |
| 1993.  | Сајнфелд         | Кафић "Уздравље" Сам свој мајстор Шоу Ларија Сандерса Марфи Браун |
| 1994.  | Фрејжер          | Сам свој мајстор Шоу Ларија Сандерса Лудо заљубљени Сајнфелд      |
| 1995.  | Фрејжер          | Пријатељи Шоу Ларија Сандерса Лудо заљубљени Сајнфелд             |
| 1996.  | Фрејжер          | Пријатељи Шоу Ларија Сандерса Лудо заљубљени Сајнфелд             |
| 1997.  | Фрејжер          | Трећи камен од Сунца Шоу Ларија Сандерса Лудо заљубљени Сајнфелд  |
| 1998.  | Фрејжер          | Трећи камен од Сунца Али Мекбил Шоу Ларија Сандерса Сајнфелд      |
| 1999.  | Али Мекбил       | Сви воле Рејмонда Фрејжер Пријатељи Секс и град                   |

### 2000-е
| Година | Добитник           | Номиновани                                                                                    |
| ------ | ------------------ | --------------------------------------------------------------------------------------------- |
| 2000.  | Вил и Грејс        | Сви воле Рејмонда Фрејжер Пријатељи Секс и град                                               |
| 2001.  | Секс и град        | Сви воле Рејмонда Фрејжер Малколм у средини Вил и Грејс                                       |
| 2002.  | Пријатељи          | Без одушевљења, молим Сви воле Рејмонда Секс и град Вил и Грејс                               |
| 2003.  | Сви воле Рејмонда  | Без одушевљења, молим Пријатељи Секс и град Вил и Грејс                                       |
| 2004.  | Ометени у развоју  | Без одушевљења, молим Сви воле Рејмонда Секс и град Вил и Грејс                               |
| 2005.  | Сви воле Рејмонда  | Ометени у развоју Очајне домаћице Стажисти Вил и Грејс                                        |
| 2006.  | У канцеларији      | Ометени у развоју Без одушевљења, молим Стажисти Два и по мушкарца                            |
| 2007.  | Телевизијска посла | Свита У канцеларији Два и по мушкарца Ружна Бети                                              |
| 2008.  | Телевизијска посла | Без одушевљења, молим Свита У канцеларији Два и по мушкарца                                   |
| 2009.  | Телевизијска посла | Свита Породични човек Новозеланђани у Њујорку Како сам упознао вашу мајку У канцеларији Трава |

### 2010-е
| Година | Добитник                     | Номиновани                                                                                          |
| ------ | ---------------------------- | --------------------------------------------------------------------------------------------------- |
| 2010.  | Модерна породица             | Телевизијска посла Без одушевљења, молим Гли Сестра Џеки У канцеларији                              |
| 2011.  | Модерна породица             | Телевизијска посла Штребери Гли У канцеларији Паркови и рекреација                                  |
| 2012.  | Модерна породица             | Телевизијска посла Штребери Без одушевљења, молим Девојке Потпредседница                            |
| 2013.  | Модерна породица             | Телевизијска посла Штребери Без одушевљења, молим Девојке Луи Потпредседница                        |
| 2014.  | Модерна породица             | Штребери Луи Наранџаста је нова црна Силицијумска долина Потпредседница                             |
| 2015.  | Потпредседница               | Луи Модерна породица Паркови и рекреација Силицијумска долина Транспарентно Неуништива Кими Шмит    |
| 2016.  | Потпредседница               | Црнкасти Мајстор без заната Модерна породица Силицијумска долина Транспарентно Неуништива Кими Шмит |
| 2017.  | Потпредседница               | Атланта Црнкасти Мајстор без заната Модерна породица Силицијумска долина Неуништива Кими Шмит       |
| 2018.  | Величанствена госпођа Мејзел | Атланта Бари Црнкасти Без одушевљења, молим GLOW Силицијумска долина Неуништива Кими Шмит           |
| 2019.  | Бувара                       | Бари Величанствена госпођа Мејзел Бабушка Добро дошли у Шитс Крик GLOW Потпредседница               |

### 2020-е
| Година | Добитник                | Номиновани |
| ------ | ----------------------- | --- |
| 2020.  | Добро дошли у Шитс Крик | Без одушевљења, молим Мртав за мене Добро место Несигурна Комински метод Величанствена госпођа Мејзел Шта радимо у сенци     |
| 2021.  | Тед Ласо                | Црнкасти Кобра Кај Емили у Паризу Стјуардеса Комичари Комински метод PEN15                                                   |
| 2022.  | Тед Ласо                | Основна школа Абот Бари Без одушевљења, молим Комичари Величанствена госпођа Мејзел Само убиства у згради Шта радимо у сенци |
| 2023.  | Медвед                  | Основна школа Абот Бари Порота Величанствена госпођа Мејзел Само убиства у згради Тед Ласо Среда                             |
| 2024.  | Комичари                | Основна школа Абот Медвед Без одушевљења, молим Само убиства у згради Palm Royale Reservation Dogs Шта радимо у сенци        |